# Galeoglossum thysanochilum
Galeoglossum thysanochilum (Syn. Pseudocranichis thysanochila (B.L.Rob. & Greenm.) Garay) ist eine Art aus der Familie der Orchideen (Orchidaceae). Die kleinen krautigen Pflanzen sind im Süden Mexikos beheimatet.

## Beschreibung
Galeoglossum thysanochilum besitzt spindelförmige, fleischige Wurzeln. Zwei bis vier Blätter bilden eine grundständige Rosette. Die Blätter sind ungestielt und laufen an der Basis keilförmig zu. Die Blattspreite ist oval, die Farbe ist ein bläuliches Grün. Zur Blütezeit im Oktober und November sind die Blätter noch vorhanden, sie verwelken mit dem Einsetzen der Trockenzeit ab Dezember.
Der endständige, traubige Blütenstand ist aufrecht bis leicht übergeneigt und ziemlich schlank. In Abständen ist der Blütenstandsstiel mit wenigen Hochblättern besetzt, er ist über die ganze Länge unbehaart. Der Blütenstand ist vielblütig, die Blüten sind nicht resupiniert, tagsüber verströmen sie einen angenehmen Duft. Der Fruchtknoten ist zylindrisch, ungestielt, unbehaart und nicht verdreht. Die Blütenblätter sind weiß, die Lippe besitzt einige grüne Blattadern und einen gelben Fleck. Die Sepalen sind einander gleich geformt und nicht miteinander verwachsen, ihre Textur ist leicht fleischig. Die Petalen sind ebenfalls frei, ihre Spitzen sind leicht unregelmäßig geformt. Die Lippe ist fleischig, an ihrer Basis pfeilförmig mit zwei nach hinten gerichteten Nektardrüsen. Die Seiten der Lippe sind nach oben geschlagen und bilden zusammen mit der Säule und den anderen Blütenblättern eine Röhre, während die Spitzen der Blütenblätter ausgebreitet oder nach hinten geschlagen sind. Die Spreite der Lippe ist mit drei verdickten Leisten und längs der Mitte mit nach hinten gerichteten Haaren versehen. Die Außenseite der Lippe ist längs der Mitte mit rundlichen Papillen bedeckt. Vorne endet die Lippe mit einem zweilappigen, gefransten Anhängsel. Die Säule ist fleischig und kurz, auf der Unterseite behaart und mit einer längs verlaufenden hervortretenden Leiste versehen. An der Basis ragt die Säule asymmetrisch über die Ansatzstelle am Fruchtknoten hinaus (Säulenfuß), zur Spitze hin wird sie breiter, die Spitze ist stumpf abgeschnitten. Die Narbe ist sattelförmig, seitlich mit zwei Narbenflächen, die mittig durch eine trockene, sterile Fläche getrennt werden. Das Staubblatt ist länglich oval, an der Basis leicht herzförmig und mit deutlich abgesetztem Staubfaden, vorne stumpf endend. Die Pollinien sind schmal keulenförmig mit kleiner Klebdrüse (Viscidium). Das Trenngewebe zwischen Narbe und Staubblatt ist nicht so breit wie die Narbe, es endet stumpf abgeschnitten mit einer Grube, in der das Viscidium sitzt.

## Vorkommen
Galeoglossum thysanochilum kommt im Süden Mexikos im Bundesstaat Oaxaca vor. Das Klima weist von Dezember bis April eine kühle Trockenperiode auf. Vorherrschende Vegetation sind Wälder aus Eichen und verschiedenen Nadelgehölzen. Die Pflanzen wachsen auf Kalkstein-Untergrund in Höhenlagen von (1400) 1500 bis 2400 Meter.

## Systematik und botanische Geschichte
Galeoglossum thysanochilum wurde 1896 von Robinson und Greenman als Cranichis thysanochila beschrieben. Garay stellte für diese Art eine eigene Gattung, Pseudocranichis auf. Er stellte sie in die Subtribus Spiranthinae, da er annahm, dass die Seiten der Lippe an der Säule anhaften. Salazar kam nach Feldstudien zur Erkenntnis, dass das wahrscheinlich eine Folge des gepressten Herbarmaterials sei, er beschreibt die Lippe als frei von der Säule. Damit bestätigt er frühere Annahmen, die diese Art in die Subtribus Cranichidinae einordneten.
Nach DNA-Studien wurde eine nahe Verwandtschaft der damals als Pseudocranichis thysanochila bekannten Art mit einer Art der Gattung Prescottia (Prescottia tubulosa (Lindl.) L.O.Williams) festgestellt. Salazar reaktivierte für diese beiden Arten die Gattung Galeoglossum A.Rich. & Galeotti, die schon 1845 aufgestellt wurde.
Die Gattung Galeoglossum A.Rich. & Galeotti umfasst folgende Arten:
- Galeoglossum cactorum Salazar & C.Chávez: Sie wurde 2011 aus dem mexikanischen Bundesstaat Oaxaca erstbeschrieben.[1]
- Galeoglossum thysanochilum (B.L.Rob. & Greenm.) Salazar (Syn.: Cranichis thysanochila B.L.Rob. & Greenm., Pseudocranichis thysanochila (B.L.Rob. & Greenm.) Garay): Sie kommt in Oaxaca vor.[1]
- Galeoglossum tubulosum (Lindl.) Salazar & Soto Arenas (Syn.: Cranichis tubulosa Lindl.): Sie kommt in Mexiko und Guatemala vor.[1]